# Wacław Kotecki
Wacław Kotecki (ur. 3 marca 1897 w Piaskach, zginął 31 marca 1943 w Dreźnie) – kapitan piechoty Wojska Polskiego, komendant Okręgu Poznań Związku Walki Zbrojnej od 1941 roku, komendant Okręgu Poznań Armii Krajowej do 27 kwietnia 1942 roku.

## Życiorys
Wacław Kotecki urodził się w Piaskach 3 marca 1897 i był synem Romana (kupiec) i Pelagii z domu Sierszulska. Absolwent gimnazjum w Gostyniu. Rozpoczął w 1915 naukę w Poznaniu w rzemieślniczej szkole budowlanej, ale na skutek powołania do armii niemieckiej musiał ją przerwać. Zdezerterował z wojska na wieść o wybuchu rewolucji w Niemczech i w Piaskach podjął tworzenie Rady Żołnierskiej. Zgłosił się w Poznaniu do dyspozycji Naczelnej Rady Ludowej, która powierzyła Koteckiemu (został mianowany podporucznikiem) organizację powstańczej kompanii w Gostyniu. Uczestniczył od 6 stycznia 1919 w walkach 6 pułku strzelców wielkopolskich. Po powstaniu wielkopolskim pozostał w stopniu kapitana w stałej służbie wojskowej na stanowisku dowódcy kompanii ciężkich karabinów maszynowych 60 pułku piechoty wielkopolskiej w Ostrowie Wlkp. W 1926 na znak protestu przeciwko przewrotowi majowemu wystąpił z wojska i osiadł w Gnieźnie, w którym w latach 1927–1939 był kierownikiem browaru.
Zmobilizowany w sierpniu 1939 objął dowództwo gnieźnieńskiego batalionu Wielkopolskiej Brygady Obrony Narodowej. Pod Piątkiem został ranny w bitwie i przebywał w szpitalu w Łodzi, ale w połowie listopada zbiegł z niego do Ostrowa Wlkp. Wiosną 1940 związał się ze sztabem Poznańskiego Okręgu ZWZ za pośrednictwem organizacji „Ojczyzna”, a od 9 października 1940 był inspektorem rejonowym ZWZ w Ostrowie Wlkp.. Jego działalność obejmowała powiaty: ostrowski, kępiński, krotoszyński i jarociński, a stworzona przez niego sieć wywiadu (dzięki ostrowskim robotnikom) sięgała głęboko w głąb Rzeszy. Południowowielkopolskie struktury Związku należały pod jego dowodzeniem do najlepiej zorganizowanych. Zorganizował w listopadzie 1940 planowane dla inspektoratu sztaby obwodowe. W Ostrowie utworzył prężną placówkę legalizacyjną oraz ośrodek Związku Odwetu. Inspektorat ostrowski ZWZ uzyskał pod jego komendą w 1941 stan organizacyjny zbliżony do stanu przewidzianego dla organizacji w Generalnym Gubernatorstwie. Po rozbiciu we wrześniu 1941 przez gestapo sztabu Poznańskiego Okręgu ZWZ zajmował się odtworzeniem dowództwa oraz łączności okręgowej ZWZ na Obszar V. Na jego wniosek przeniesiono siedzibę Okręgu z Poznania do Ostrowa. Wpadł w zasadzkę 27 kwietnia 1942, którą zorganizowało gestapo, a podczas wymiany strzałów został ranny. W Forcie VII w Poznaniu i w siedzibie Domu Żołnierza przeszedł śledztwo. Skazany wraz z członkami swego sztabu 11 lutego 1943 na karę śmierci, a 31 marca 1943 zginął w Dreźnie. Komenda Główna Armii Krajowej awansowała pośmiertnie Wacława Koteckiego do stopnia majora służby stałej.

## Awanse służbowe
- porucznik – 3 maja 1922 zweryfikowany ze starszeństwem z dniem 1 czerwca 1919 i 340 lokatą w korpusie oficerów piechoty
- kapitan – 1 grudnia 1924 ze starszeństwem z dniem 15 sierpnia 1924 i 66 lokatą w korpusie oficerów piechoty
- major – pośmiertnie

## Ordery i odznaczenia
- Krzyż Walecznych (1921)[4]